# Aydınsofu, Erbaa
Aydınsofu là một xã thuộc huyện Erbaa, tỉnh Tokat, Thổ Nhĩ Kỳ. Dân số thời điểm năm 2011 là 310 người.